# Pakisaurus balochistani
 Pakisaurus balochistani es la única especie conocida del género extinto  Pakisaurus  (“lagarto de Pakistán”) de dinosaurio saurópodo titanosauroide, que vivió finales del período Cretácico, hace aproximadamente entre 72 a 66 millones de años, en el Maastrichtiense, en lo que es hoy el subcontinente indio. Encontrado en el miembro Vitakri de la Formación Pab, Baluchistán, oeste de Pakistán. La especie tipo es P. balochistani y está basada en cuatro vértebras de la cola, con tres más referidas al mismo. El autor erigió la familia Pakisauridae para incluir a Pakisaurus junto a Sulaimanisaurus gingerichi y Khetranisaurus barkhani, pero queda ver si esta familia recibe la aceptación de sus pares.